# Microgaster magnifica
Microgaster magnifica är en stekelart som beskrevs av Wilkinson 1929. Microgaster magnifica ingår i släktet Microgaster och familjen bracksteklar. Inga underarter finns listade i Catalogue of Life.